# Copacabana, Bolivia

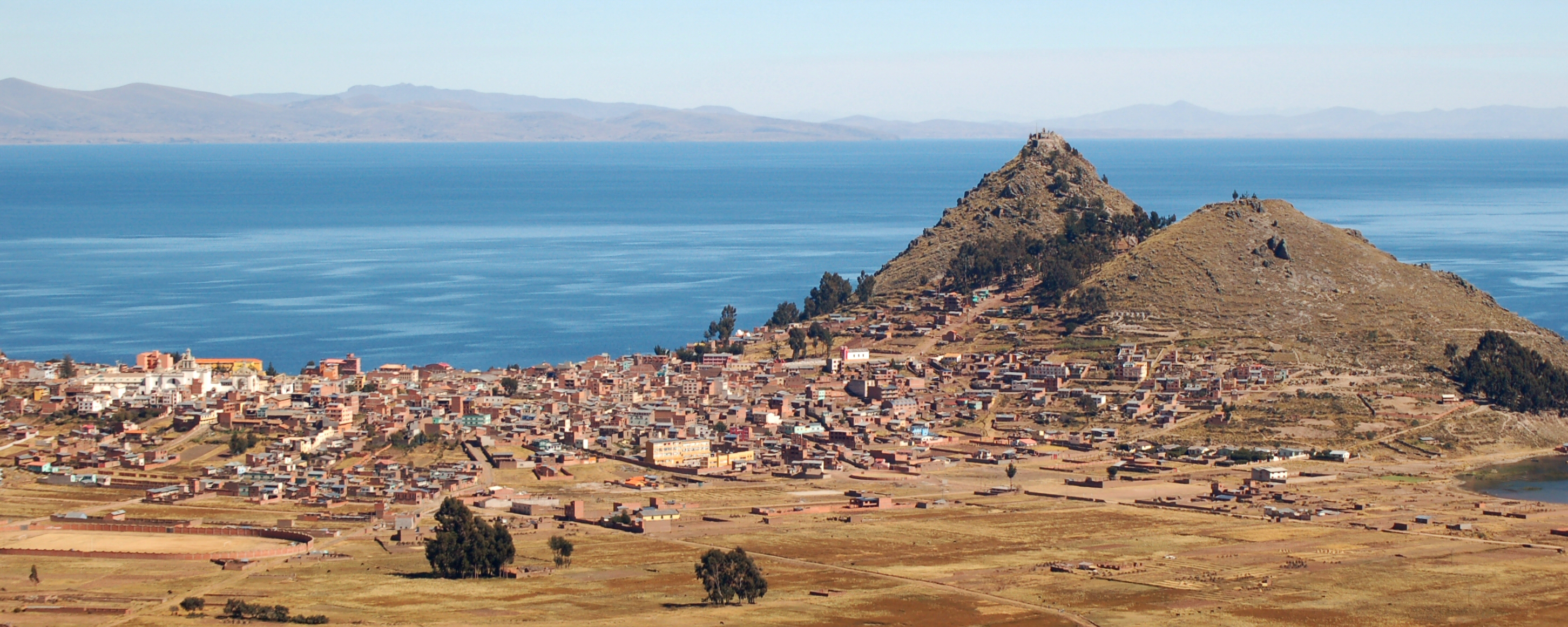
Copacabana, Bolivia

Copacabana este un municipiu în departamentul La Paz, Bolivia. Orașul se află la altitudinea de 3.850 m deasupra n.m., ocupă suprafața de 180 km² și avea în anul 2010, 15.195 loc. cu densitatea de 84 loc./km². Copacabana este mărginit la nord, nord-est și vest de lacul Titicaca. La sud-est se află municipiul Tito Yupanqui, iar la sud este granița cu Peru. De municipiu aparțin 66 de localități.

## Date geografice
Copacabana se află în podișul înalt bolivian Altiplano, pe  peninsula Copacabana din lacul Titicaca. De oraș aparțin și cele două insule vecine, "Isla del Sol" și "Isla de la Luna". Temperatura medie anuală în regiune este de 8 °C. Precipitațiile mediile anuale nu depășesc 700 mm. Analfabetismul la cei care au vârsta de peste 19 ani atinge un procent de 71,6 %.